# 덤핑
덤핑(dumping; 문화어: 막팔기)은 채산(수입과 지출을 맞추어 계산하는 것)을 무시하고 저렴한 가격으로 상품을 대량으로 파는 일을 뜻한다. 이 덤핑 행위는 무역시장을 교란시키기 쉽다. 어느 나라가 상품의 가격을 대폭 낮추어 수출함으로써 수입국의 산업이 타격을 받을 경우 수입국은 국가의 경제를 보호하기 위해 덤핑관세를 부과하여 이런 판매를 막아버리는 예가 많다.
1942년 제네바에서 94개국이 모인 국제 무역협정인 GATT 제2조에 의하면, 덤핑이란 한 국가로부터 다른 국가로 수출된 상품의 수출가격이 수출국 내에서 소비되는 같은 상품에 가격이 확연하게 낮은 경우이다. 예를 들면, A나라가 B나라에 김치를 1000원으로 수출했는데 B나라에서 파는 김치의 가격이 만원인 경우(가격의 차이가 확실한 경우)이다.

## 같이 보기
- 소셜 덤핑